# Judge Building
El Judge Building, originalmente el Goelet Building, es un edificio de diez pisos construido en 1888 en 110 Fifth Avenue y 16th Street en el distrito Flatiron de Manhattan, Ciudad de Nueva York. Lleva el nombre de la revista Judge Magazine, que se imprimió allí. Cubre un sitio que mide 28 por 48,3 m. Fue diseñado por McKim, Mead y White. El edificio fue adquirido por The New York Times Company en 1985, donde fue ocupado principalmente por la revista Times Company, Family Circle.

## Historia
La propiedad era propiedad de la familia Goelet. En mayo de 1922, Mary R. y Robert Goelet obtuvieron un préstamo de 250.000 dólares para el establecimiento del Union Dime Savings Bank.
En 1889, el edificio Judge se amplió a expensas de un almacén de pianos propiedad de William Knabe & Company en el 112 de la Quinta Avenida. Después del 1 de mayo de 1889, el almacén fue absorbido por la estructura más nueva.
Una exhibición de tres mil muñecos se realizó en el Judge Building a partir de la noche del 15 de diciembre de 1890. Fue el primero de su tipo en los Estados Unidos y presentaba una gran muñeca Albani enviada desde Londres, Inglaterra por Mademoiselle Albani.
Los antiguos establecimientos comerciales ubicados en el Judge Building incluyen la firma de Sackett, Wilhelms & Company (Sackett-Wilhelms Lithographing & Publishing Company), que tenía una imprenta allí en 1891.
A mediados de la década de 1980, el Consejo de Distritos Históricos de Nueva York reemplazó una cornisa podrida hecha de láminas de metal de calibre ligero por una compuesta de fibra de vidrio moldeada. La nueva cornisa se proyecta desde la parte superior del edificio en un diseño escalonado, con bloques ornamentales (dentículos) dispuestos en una fila prominente. También se reconstruyeron los arcos originales del tercer piso. Los arcos se perdieron en 1903, año en el que se agregaron tres pisos a la estructura.